# Rudolf Heinz Fischer
Rudolf Heinz Fischer (* 26. Jänner 1916 in Eisenstadt; † 20. Mai 2011 in Gleisdorf) war ein österreichischer Politiker (ÖVP). Er war von 1971 bis 1975 Abgeordneter zum Nationalrat.

## Leben
Rudolf Heinz Fischer besuchte nach der Realschule die Höhere Baufachschule in Graz und legte die Matura mit Auszeichnung ab. Er studierte danach an der Technischen Hochschule, schloss jedoch sein Studium nicht ab.
Beruflich war er als leitender Angestellter in der Bauwirtschaft tätig und machte sich als Baumeister selbständig. Zudem arbeitete er als Konsulent einer Baugesellschaft und eines Getränkeherstellers in Gleisdorf und war Inhaber und Leiter einer Hotelpension in Lech. 

## Politik
Von 1929 bis 1932 war er bei der HJ und trat am 15. Oktober 1932 der SS bei (SS-Nummer 324.716). Von Juli 1934 bis Jänner 1937, also in der „illegalen Zeit“, gehörte er dem SS-Sturm 12/38 an. Nach der Verhängung der Untersuchungshaft vom März 1936 bis zum Juli 1936 flüchtete er nach München. Noch vor dem „Anschluss“ wurde Fischer in die SS-Verfügungstruppe übernommen. Am 6. September 1938 beantragte er die Aufnahme in die NSDAP und wurde rückwirkend zum 1. Mai desselben Jahres aufgenommen (Mitgliedsnummer 6.355.980). Ab 16. Dezember 1942 war er SS-Obersturmführer der Waffen-SS. Nach einem Gnadengesuch 1950 wurde der zuvor als "belastet" eingestufte Fischer zuerst in VdU und später in der ÖVP aktiv.
Nach dem Zweiten Weltkrieg war er ab 1955 als ÖVP-Gemeinderat in Gleisdorf aktiv und übernahm 1965 das Amt des Bürgermeisters der Gemeinde. Er fungierte zudem ab 1965 als Kammerrat der Kammer der gewerblichen Wirtschaft Steiermark und vertrat die ÖVP zwischen dem 4. November 1971 und dem 5. Juni 1975 im Nationalrat.

## Ehrungen
- Träger des Großen Goldenen Ehrenzeichens des Landes Steiermark[6]
- Ehrenringträger der Stadt Gleisdorf